# 샤텔생드니
샤텔생드니(프랑스어: Châtel-Saint-Denis)는 스위스 프리부르주의 브베즈구의 지자체이자 지역 수도이다.

## 지리
샤텔생드니의 면적은 47.93k㎡이다.  이 면적 중 22.37k㎡ (46.7%)가 농업용으로 사용되는 반면, 20.26k㎡ (42.3%)는 산림이다. 나머지 토지 중 3.33k㎡ (7.0%)가 정착(건물 또는 도로), 0.27k㎡ (0.6%)가 강 또는 호수이며, 1.65k㎡ (3.4%)는 비생산적인 토지이다.
건설 면적 중 주택과 건물이 3.3%, 교통 기반 시설이 2.5%를 차지했다. 산림면적의 38.4%는 산림이 우거져 있고, 3.8%는 과수원이나 작은 나무 군락으로 덮여 있다. 농경지 중 2.1%는 작물 재배에 사용되며 17.0%는 목초지, 27.5%는 고산 목초지에 사용된다. 시정촌의 모든 물은 흐르는 물이다.
브베즈구(Veveyse)의 수도는 뷜-브베 도로의 브베즈강 유역에 있다. 샤텔생드니 마을, 레 파코(Les Paccots) 및 프루앙스(Fruence)의 스키 및 하이킹 지역, 여러 작은 마을로 구성되어 있다. 큰 시정촌에는 루시 호수(Lac de Lussy) 및 종 호수(Lac des Joncs) 등의 자연보호구역이 있다.

## 인구 통계

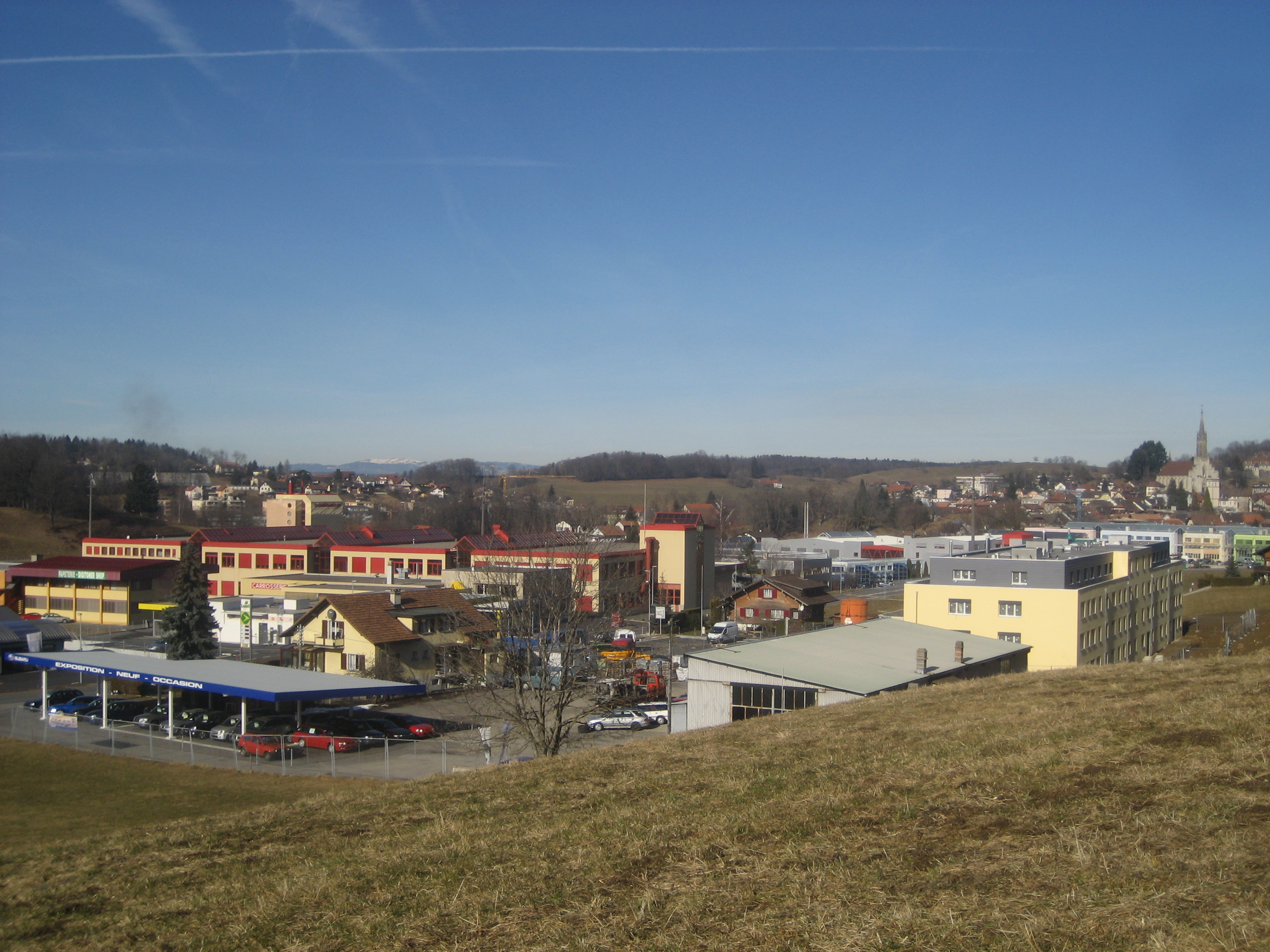
샤텔생드니 주변의 신주거지

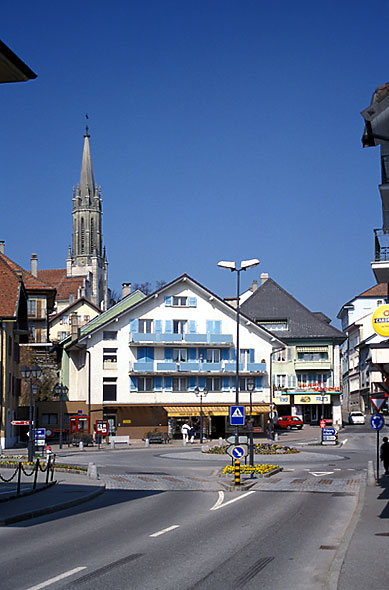
샤텔생드니의 여기저기

2020년 12월 기준, 샤텔생드니의 인구는 7,449명이다. 2008년 기준으로 인구의 23.1%가 거주하는 외국인이다. 2000년부터 2010년까지, 지난 10년 동안 인구는 36.2%의 비율로 변화했다. 이주가 28.6%, 출생 및 사망이 3.5%를 차지했다.
2000년 기준, 인구 대부분인 3,909명(89.1%)이 프랑스어를 모국어로 사용하고, 포르투갈어가 193명(4.4%)으로 두 번째로 많이 사용하고, 독일어가 118명(2.7%)으로 세 번째로 사용된다. 이탈리아어를 할 줄 아는 사람이 34명 있다.
2008년 기준으로 인구는 남성 50.5%, 여성 49.5%이다. 인구는 2,110명의 스위스 남성(인구의 37.3%)과 743명(13.1%)의 비스위스계 남성으로 구성되었다. 스위스 여성은 2,178명(38.5%), 비스위스계 여성은 622명(11.0%)이었다. 시정촌 인구 중 1,634명(약 37.2%)이 샤텔생드니에서 태어나 2000년에 그곳에 살았다. 같은 주에서 태어난 759명(17.3%)이 있었고, 1,000명(22.8%)이 스위스 타지에서 태어났으며 , 808명(18.4%)가 스위스 외부 외국에서 태어났다.
2000년 기준으로 아동·청소년(0~19세)이 25.1%, 성인(20~64세)이 61.4%, 노인(64세 이상)이 13.5%를 차지하고 있다.
2000년 기준으로 시구정촌에 미혼이거나, 독신인 사람은 1,790명이다. 기혼자는 2,084명, 미망인은 258명, 이혼한 사람은 257명이었다.
2000년 기준으로 시정촌의 개인가구는 1,826세대로 가구당 평균 2.3명이다. 1인 가구는 638가구, 5인 이상 가구는 103가구였다. 2000년에는 총 1,756채(전체의 72.5%)가 상설 임대되었으며, 549채(22.7%)가 계절적 임대, 117채(4.8%)가 비어 있었다. 2009년 기준 신규주택 건설률은 인구 1,000명당 9.2세대이다. 2010년 시정촌 공실률은 0.14%였다.
역사적 인구는 다음 차트에 나와 있다.

## 국가중요문화재

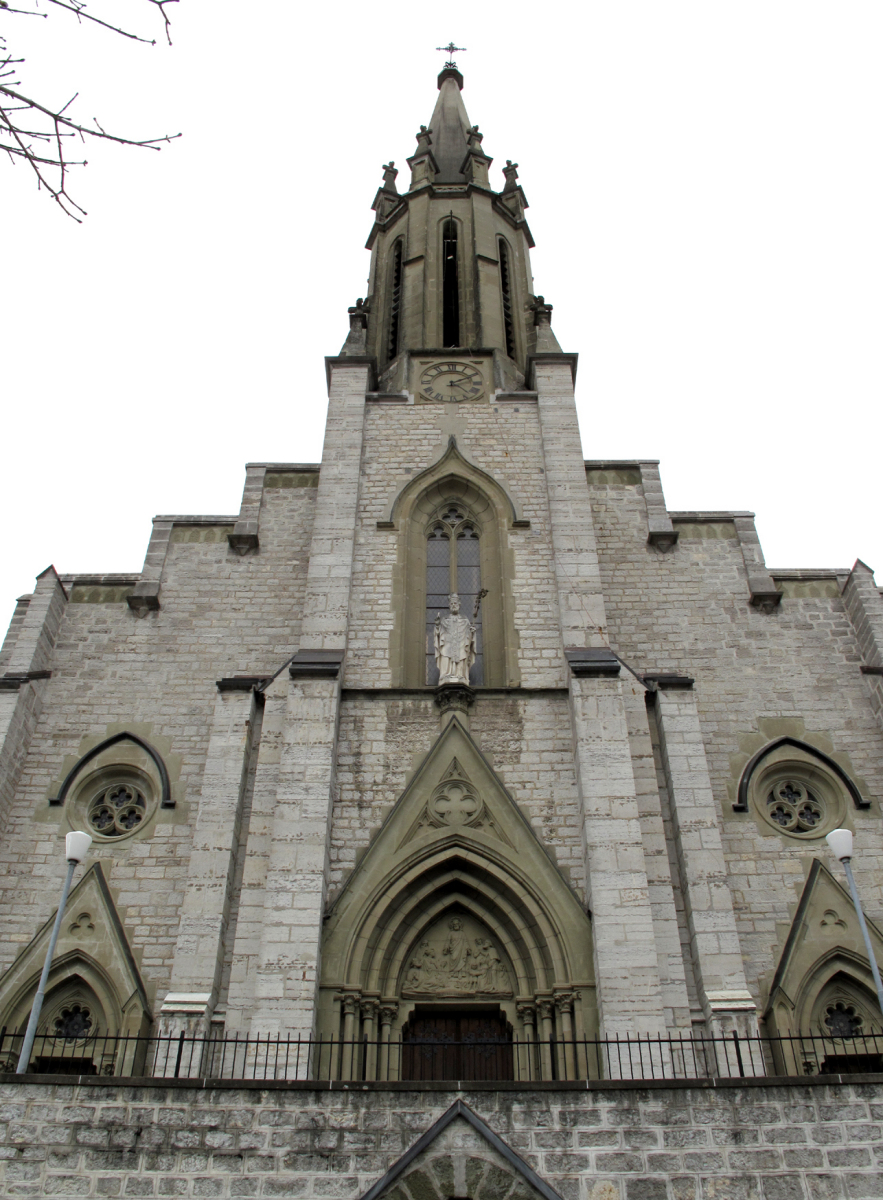
생드니 교회

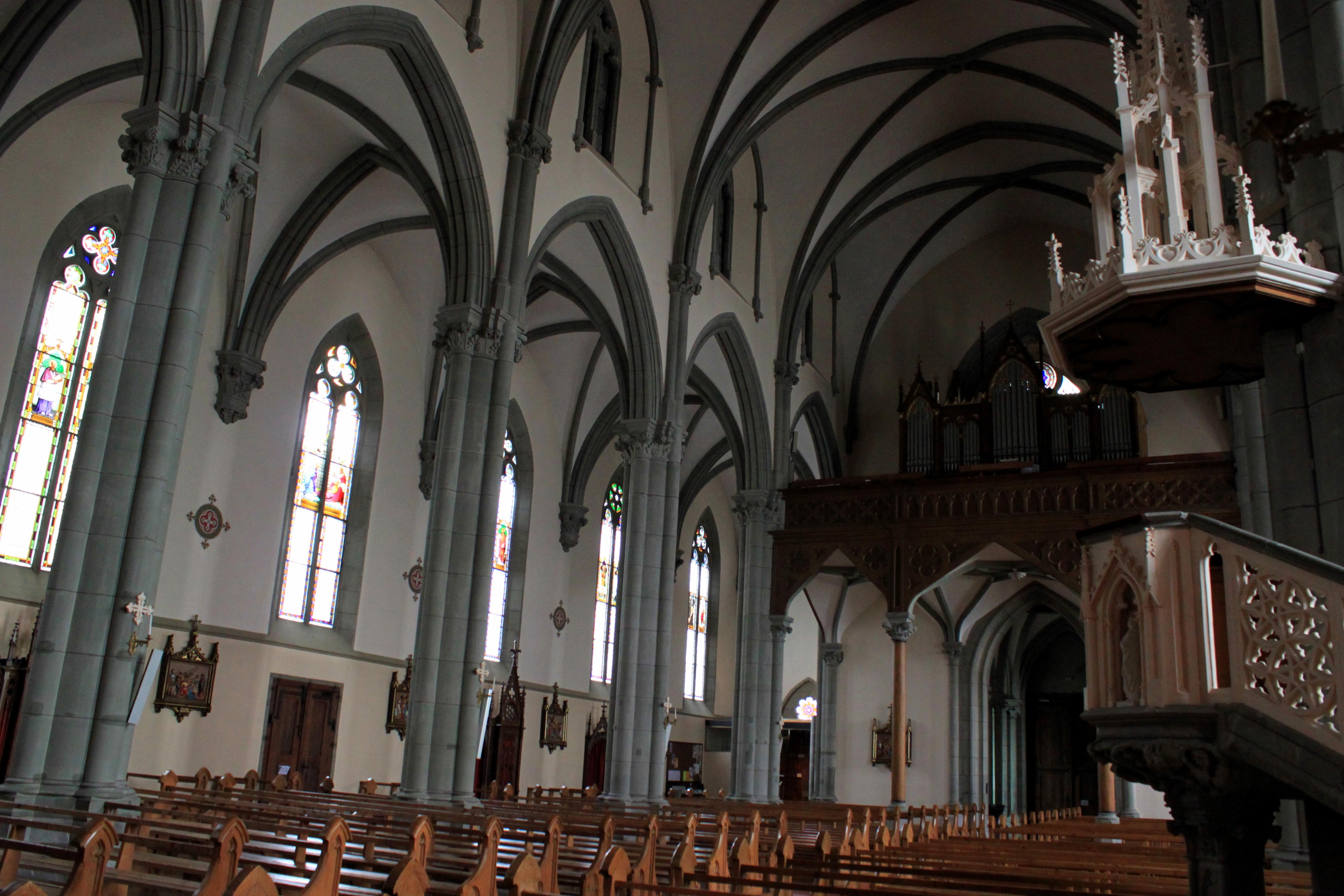
교회 내부

생드니 교회는 국가적으로 중요한 스위스 문화유산으로 등재되어 있다. 샤텔생드니의 전체 마을과 프래유(Prayoud)의 작은 마을은 스위스 유산 목록의 일부이다.

## 정치
2011년 연방 선거에서 가장 인기 있는 정당은 30.5%의 득표율을 기록한 SVP였다. 다음으로 가장 인기 있는 3개 정당은 SPS (29.1%), CVP (17.3%) 및 FDP (9.1%)였다.
SVP는 2007년 연방 선거에서와 거의 같은 득표율을 기록했다. (2007년 34.0% 대 2011년 30.5%). SPS는 비슷한 인기도(2007년 24.1%)를 유지했고, CVP는 비슷한 인기도(2007년 21.6%)를 유지했으며, FDP는 거의 같은 인기도(2007년 11.4%)를 유지했다. 이번 총선에서 총 1,490표가 나왔는데, 그중 17%(1.1%)가 무효였다.

## 경제
2010년 현재 샤텔생드니의 실업률은 3.6%이다. 2008년 기준으로 1차 경제 부문에 123명이 고용되어 있으며, 이 부문에 약 45개 기업이 참여하고 있다. 984명이 2차 부문에 고용되었고, 이 부문에 73개의 기업이 있었다. 1,728명이 3차 부문에 고용되었으며, 이 부문에는 236개의 기업이 있다. 시정촌 주민은 2,261명으로 일정 정도 고용되었으며, 그중 여성이 전체 노동력의 42.2%를 차지하였다.
2008년에 정규직에 해당하는 총 일자리 수는 2,426개였다. 1차 부문의 일자리 수는 99개였으며, 그중 82개는 농업에, 17개는 임업 또는 목재 생산에 종사했다. 2차산업의 일자리 수는 924개로 그 중 제조업이 658개(71.2%), 건설업이 240개(26.0%)였다. 3차 부문의 일자리는 1,403개였다. 3차 부문에서 345개(24.6%)는 도소매 또는 자동차 수리업, 43개(3.1%)는 상품의 이동 및 보관, 119개(8.5%)는 호텔 또는 레스토랑, 157개(11.2%)는 정보 산업에 종사했다. 25개(1.8%)가 보험 또는 금융 산업, 123개(8.8%)가 기술 전문가 또는 과학자, 82개(5.8%)가 교육, 279개(19.9%)가 의료 분야였다.
2000년 기준 지자체로 통근하는 근로자는 1,223명, 출퇴근자는 1,145명이었다. 지자체는 근로자의 순수입 지자체이며, 1명이 전출될 때마다 약 1.1명의 근로자가 지자체에 전입된다. 근로 인구의 9.1%가 출퇴근을 위해 대중교통을 이용했고, 66.6%가 자가용을 이용했다.

## 종교
2000년 인구 조사에 따르면 3,148명(71.7%)이 로마 가톨릭 신자이고, 514명(11.7%)이 스위스 개혁 교회에 속해 있다. 나머지 인구 중 정교회 교인 이 21명(인구의 약 0.48%), 크리스찬 가톨릭 교회 신자가 5명(인구의 약 0.11%)이 있었다. 다른 기독교 교회에 속한 개인은 72명(1.64%)이 있었다. 유대인은 2명(인구의 약 0.05% )이었고, 이슬람교는 142명(인구의 약 3.24%)이었다. 불교가 6명, 힌두교가 1명, 다른 교회에 속한 3인이 있었다. 285명(인구의 약 6.49%)이 교회에 속하지 않고, 불가지론자 또는 무신론자이며, 222명(인구의 약 5.06%)이 질문에 대답하지 않았다.

## 교육
샤텔생드니에서는 인구의 약 1,390명(31.7%)가 비필수 고등 중등 교육을 이수했으며, 437명(10.0%)가 추가 고등교육(대학 또는 응용학문대학)을 완료했다. 고등 교육을 이수한 437명 중 59.3%가 스위스 남성, 22.9%가 스위스 여성, 10.5%가 비스위스계 남성, 7.3%가 비스위스계 여성이었다.
프리부르주의 학교 시스템은 1년의 의무가 아닌 유치원, 6년의 초등학교를 제공한다. 이후 3년 동안의 의무적 중학교 과정을 거쳐 학생을 능력과 적성에 따라 구분한다. 중학교 이하 학생들은 3년 또는 4년제 고등학교에 진학할 수 있다. 상급 중학교는 체육관(대학준비)과 직업 프로그램으로 나뉜다. 상위 중등 프로그램을 마친 후 학생들은 고등학교에 다니거나 견습과정을 계속할 수 있다.
2010-11학년도 동안 샤텔생드니의 62개 학급에 총 1,217명의 학생이 참석했다. 지자체의 총 905명의 학생이 지자체 또는 외부 학교에 다녔다. 시정촌에는 총 104명의 학생이 있는 6개의 유치원 수업이 있었다. 지자체에는 22개의 초등 학급과 422명의 학생이 있었다. 같은 해에 총 660명의 학생이 있는 32개의 중학교가 있었다. 20명의 중등 학생이 있는 한 개의 중등 학급이 있었다. 지자체에는 11명의 전문 고등 교육 학생과 함께 1개의 특별 고등 교육 학급이 있었다.
2000년 현재 샤텔생드니에는 다른 지자체에서 온 375명의 학생이 있었고, 112명의 거주자는 지자체 외부의 학교에 다녔다.

## 교통

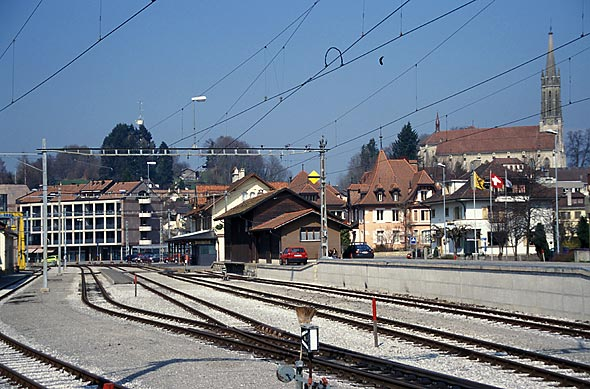
샤텔드니역

- 샤텔생드니역